# Abraham Jansz. Begeyn
Abraham Jansz. Begeyn, auch Abraham Bega (geboren 1637 in Leiden; gestorben am 11. Juni 1697 in Berlin) war ein niederländischer Radierer, Stillleben-, Landschafts- und Vedutenmaler, der in Leiden, Amsterdam und Den Haag tätig war und unter anderem Italien, England und die Mark Brandenburg bereiste. Er wurde als Hofmaler von Kurfürst Friedrich III. nach Berlin berufen. Er ist mit unterschiedlichen Signaturen bekannt, zu denen „ABegeijn“ oder „ABegein“  gehören.

## Wirken

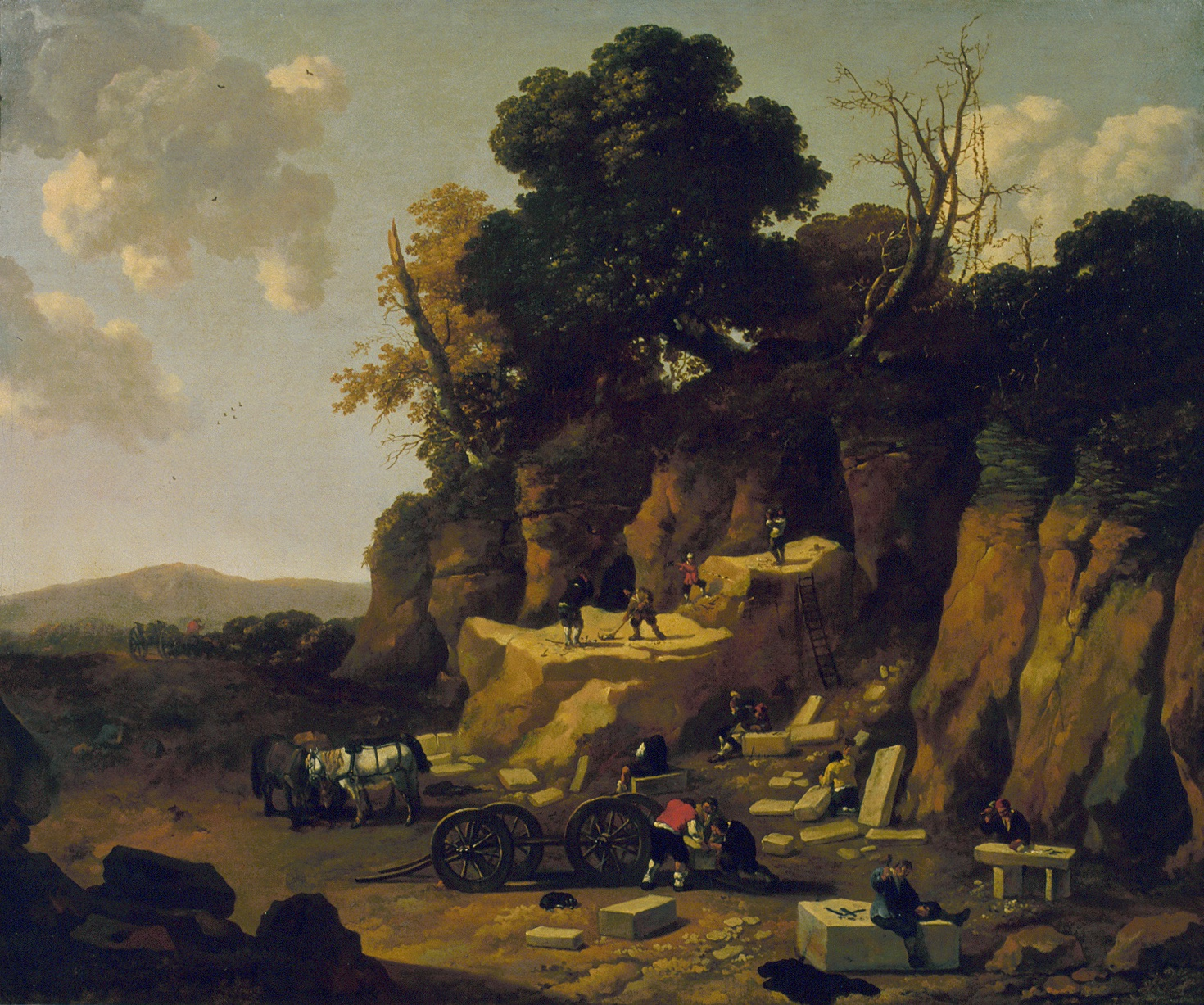
Steinbruch bei Neapel (1660)

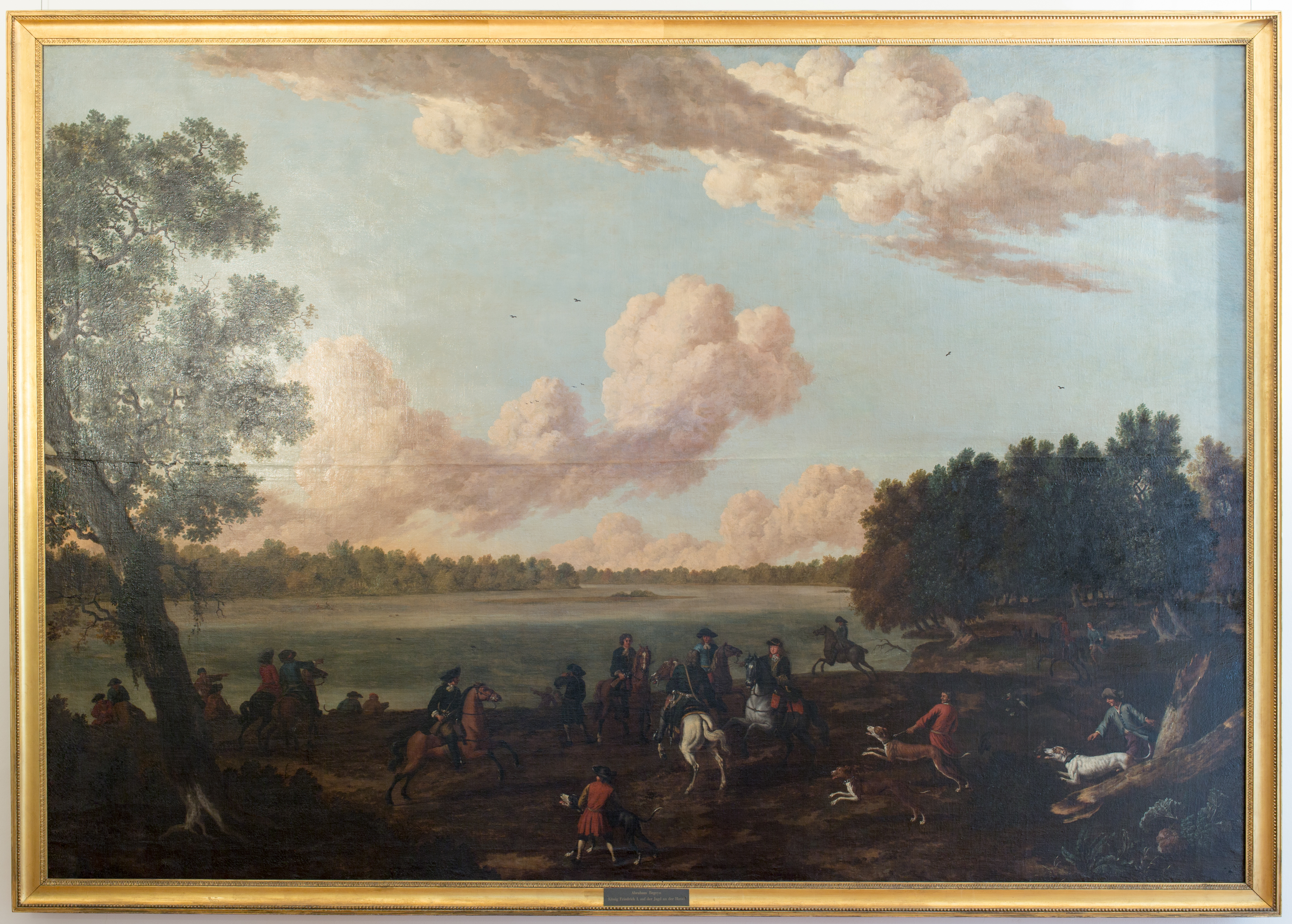
Kurfürst Friedrich III. auf der Jagd an der Havel

Begeyn war vom 24. April 1655 bis 1667 Mitglied Lucasgilde in Leiden. Auf seinen Reisen in dieser Zeit besuchte er unter anderem das Gebiet um Neapel (etwa 1659) und fertigte dort einige Gemälde an, beispielsweise im Jahr 1660 von einem Steinbruch, das im Mauritshuis ausgestellt wird. 1672 zog er nach Amsterdam und unternahm mit seiner Ehefrau Margaretha (geborene van Zyl) eine Reise nach London. Ab 1681 war er in Den Haag tätig, wo er sich hauptsächlich mit der Ausschmückung von Innenräumen beschäftigte. Am 18. Dezember 1683 wurde er Mitglied der Confrérie Pictura. Im Jahr 1688 entwarf er in Berlin eine Ehrenpforte zur Beerdigung des Großen Kurfürsten Friedrich Wilhelm, der am 9. Mai 1688 starb. Daraufhin wurde er am 22. Oktober 1688 zum Hofmaler des neuen Kurfürsten Friedrich III. ernannt und mit einem Jahresgehalt von 500 Thalern ausgestattet. Hier stellte er einige Skizzen mit Szenen aus dem Leben des Großen Kurfürsten und Friedrichs her, die als Vorlagen für die Herstellung großer Wandteppiche oder Gobelins durch Pierre I Mercier dienten. Zu den von Begeyn stammenden Vorlagen oder Tapeten zählt die Belagerung Stettins durch den Großen Kurfürsten, die sich mit fünf weiteren im Hohenzollernmuseum befanden.
Auf Geheiß des Kurfürsten unternahm er 1696 eine Reise durch die Mark Brandenburg, um Zeichnungen der Schlösser und Ansichten der Städte Bielefeld, Cleve, Halberstadt, Minden und Wesel anzufertigen. Diese sollten der Dekoration der fürstlichen Paläste dienen. Dabei schuf er eine Ansicht einer Waldlandschaft bei Kleve (Kupferstichkabinett Braunschweig) und 1697 eine Ansicht der Festung Regenstein (British Museum in London). Kurz nach seiner Rückkehr nach Berlin erlag er einem Schlaganfall. Sein Nachfolger am Hofe wurde Michiel Carrée. Eines seiner Werke ist im Jagdschloss Grunewald zu sehen.

## Stil
Die frühen Bilder Begeyns erinnern an Jan Asselijn oder Nicolaes Pietersz. Berchem, seine Hafenansichten ähneln den Werken Jan Baptist Weenix oder Johann Lingelbach, während seine Gebirgslandschaften an Allart van Everdingen erinnern. Insbesondere seine Kenntnis der Perspektive wurde gerühmt. Der Sohn des Pr. Romburch ist als sein Schüler am 29. Dezember 1685 in Den Haag benannt.

## Gemälde (Auswahl)
- Eine Plünderung Amsterdam

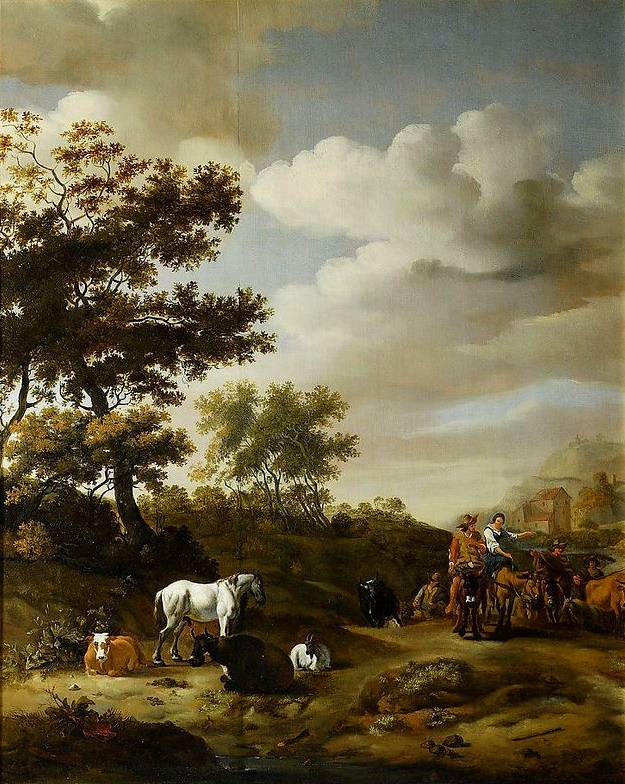
Landschaft mit Reisenden

- Vordergrundstudie mit großblättrigen Pflanzen Berlin
- Distelpflanzen Bordeaux 1653.
- Landschaft mit Distelblättern Schmetterlingen und Vögeln Braunschweig[3]
- Neapolitanische Küste Brüssel 1659.
- 3 Ziegen unter einem Baume Dresden
- Landschaft mit Reisenden Warschau
- Steinbruch 1660.
- Rinderherde, eine Furt passierend, Jagdgesellschaft am Meeresufer und Italienischer Hafen Kopenhagen
- Ansicht von Triest Koll. M. Tulloch, London.
- Landschaft mit Ziegen Paris (A. Bega)
- Italienische Landschaft und Grisaille Eremitage (Sankt Petersburg)
- Felsengrotte mit Hirten und Tieren Wien.
- Hagar mit dem Engel Confrérie Pictura, das einzige bekannte Bild mit einer biblischen Szene

Zudem gab es Werke, die nach seinen Bildern gestochen wurden wie das Lustschloß des Prinzen von Oranien, aus der Vogelperspektive gesehen und in mehreren Museen werden Handzeichnungen und Radierungen Begeyns aufbewahrt.